# Smoking Room
Smoking Room és una pel·lícula espanyola de 2002 el guió i la direcció de la qual va ser obra de Julio D. Wallovits i Roger Gual, que furga en les misèries del món laboral. Va ser la pel·lícula amb la qual Gual es va donar a conèixer i amb la qual va obtenir diversos premis i reconeixements tant en l'àmbit nacional com internacional. S'ha subtitulat al català.

## Argument
La sucursal espanyola d'una empresa americana es veu obligada a prohibir el tabac a les seves oficines. Els qui vulguin fumar en horari laboral hauran de fer-ho al carrer. Ramírez (Eduard Fernández), un dels empleats, comença a reunir signatures perquè s'utilitzi un despatx desocupat com a sala de fumadors. En principi, tots semblen estar d'acord, però a l'hora de la veritat posaran tot tipus d'excuses per a no figurar en aquesta llista; en canvi, cap tindrà problemes per a inscriure's en una altra, la de l'equip que jugarà un partit de futbol contra els empleats d'una altra oficina.

## Repartiment
- Eduard Fernández - Ramírez
- Juan Diego - Sotomayor
- Ulises Dumont - Armero
- Pep Molina - Gómez
- Francesc Orella - Martínez
- Francesc Garrido - Fernández
- Manuel Morón - Rubio
- Antonio Dechent - Enrique
- Chete Lera - Puig
- Vicky Peña - Marta
- Juan Loriente - Coral
- Miguel Ángel González - El Missatger
- Vivi Lepori - La entrevistada

## Premis i nominacions
| Any  | Premi                                            | Categoria                                                       | Resultat   |
| ---- | ------------------------------------------------ | --------------------------------------------------------------- | ---------- |
| 2002 | Premis de Cinema de Barcelona                    | Més ben Director                                                | Guanyadora |
| 2002 | Premis Butaca                                    | Millor pel·lícula catalana                                      | Nominada   |
| 2002 | Premis Butaca                                    | Millor actor (Eduard Fernández)                                 | Guanyadora |
| 2002 | Festival Internacional de Cinema de Karlovy Vary | Esment Especial                                                 | Guanyadora |
| 2002 | Festival Internacional de Cinema de Karlovy Vary | Crystal Globe                                                   | Nominada   |
| 2002 | Premis del Cinema Europeu                        | European Discovery of the Year                                  | Nominada   |
| 2002 | Festival de Màlaga                               | Biznaga de Plata. Premi Especial del Jurat                      | Guanyadora |
| 2002 | Festival de Màlaga                               | Premi a la millor interpretació masculina (al conjunt d'actors) | Guanyadora |
| 2003 | Premis ADIRCAE                                   | Best First Work                                                 | Guanyadora |
| 2003 | Medalles del Cercle d'Escriptors Cinematogràfics | Millor Guió Original                                            | Nominada   |
| 2003 | Medalles del Cercle d'Escriptors Cinematogràfics | Premi Revelació                                                 | Guanyadora |
| 2003 | Premis Goya                                      | Al millor guió original                                         | Nominada   |
| 2003 | Premis Goya                                      | Millor director novell                                          | Guanyadora |